# Saison 1965 de la NFL
Navigation
Édition précédente Édition suivante
La saison 1965 de la NFL est la 46e saison de la National Football League. Elle voit le sacre des Packers de Green Bay.

## Classement général
| Conférence Est           |      |      |      |        |          |            |
| Franchise                | Vic. | Déf. | Nuls | % vic. | Pts pour | Pts contre |
| Browns de Cleveland      | 11   | 3    | 0    | .786   | 363      | 325        |
| Cowboys de Dallas        | 7    | 7    | 0    | .500   | 325      | 280        |
| Giants de New York       | 7    | 7    | 0    | .500   | 270      | 338        |
| Redskins de Washington   | 6    | 8    | 0    | .429   | 257      | 301        |
| Eagles de Philadelphie   | 5    | 9    | 0    | .357   | 363      | 359        |
| Cardinals de Saint-Louis | 5    | 9    | 0    | .357   | 296      | 309        |
| Steelers de Pittsburgh   | 2    | 12   | 0    | .143   | 202      | 397        |

| Conférence Ouest       |      |      |      |        |          |            |
| Franchise              | Vic. | Déf. | Nuls | % vic. | Pts pour | Pts contre |
| Green Bay Packers      | 10   | 3    | 1    | .769   | 316      | 224        |
| Colts de Baltimore     | 10   | 3    | 1    | .769   | 389      | 284        |
| Bears de Chicago       | 9    | 5    | 0    | .643   | 409      | 275        |
| 49ers de San Francisco | 7    | 6    | 1    | .538   | 421      | 402        |
| Vikings du Minnesota   | 7    | 7    | 0    | .500   | 383      | 403        |
| Lions de Détroit       | 6    | 7    | 1    | .462   | 257      | 295        |
| Rams de Los Angeles    | 4    | 10   | 0    | .286   | 269      | 328        |

## Play-offs

### Match de play-off de la Conférence Ouest
Du fait de leur égalité, les Colts et les Packers se sont affrontés dans un match de play-off exceptionnel pour déterminer le champion de la Conférence Ouest.
- 26 décembre 1965, au Lambeau Field de Green Bay, Packers de Green Bay 13 - Colts de Baltimore 10 (OT)

### Finale NFL
- 2 janvier 1966, au Lambeau Field de Green Bay devant 50 777 spectateurs, Packers de Green Bay 23 - Browns de Cleveland 12